# Битви під Лексінгтоном і Конкордом
Битва біля Лексінгтона та Конкорда (англ. Battles of Lexington and Concord) — серія збройних зіткнень, які стали першою військовою кампанією, що ознаменувала початок війни за незалежність США, яка завершилася перемогою американців. Бої відбулися 19 квітня 1775 року в окрузі Міддлсекс, у провінції Массачусетської затоки, поблизу міст Лексінгтон, Конкорд, Лінкольн, Менотомі (сучасний Арлінгтон) і Кембридж. Вони ознаменували спалах збройного конфлікту між Королівством Великої Британії та Патріотами з тринадцяти колоній у континентальній Британській Північній Америці.
Наприкінці 1774 року колоніальні лідери прийняли Суффолкські рішення на знак спротиву змінам, внесеним до колоніального уряду Массачусетсу британським парламентом після Бостонського чаювання. Колоніальна асамблея у відповідь сформувала патріотичний тимчасовий уряд, відомий як Конгрес провінції Массачусетс, і закликала місцеве ополчення тренуватися для можливих військових дій. Колоніальний уряд фактично контролював колонію за межами контрольованого Британією Бостона. У відповідь британський уряд у лютому 1775 року оголосив штат Массачусетс у стані повстання.
Генерал-лейтенант Томас Ґейдж, головнокомандувач британської Північної Америки, командував чотирма полками британських експедиційних сил (близько 4000 вояків) зі своєї штаб-квартири в Бостоні, але сільська місцевість була в руках революціонерів. 14 квітня він отримав наказ роззброїти повстанців та заарештувати їх лідерів.
У ніч на 19 квітня 1775 року генерал Ґейдж відправив 700 регулярних військовослужбовців британської армії під командуванням підполковника Френсіса Сміта, щоб захопити боєприпаси, які зберігалися в колоніальній міліції в Конкорді. Завдяки швидкому збору розвідданих лідери Патріотів отримали повідомлення за кілька тижнів до експедиції, що їхні запаси можуть опинитися під загрозою, і перемістили більшість із них в інші місця. Вершники, в тому числі Пол Ревір і Семюель Прескотт, попередили людей у сільській місцевості, і, коли британські війська зранку 19 квітня увійшли в Лексінгтон вони виявили, що 77 ополченців (мінітменів) вишикувались на сільській площі. Перші постріли пролунали саме тоді, коли в Лексінгтоні сходило сонце. Вісім ополченців було вбито, включно з енсіном Робертом Мунро, третім командиром серед місцевих Патріотів. Британці зазнали лише однієї втрати. Поступаючись противнику чисельно, ополчення змушено було відступити.
Регулярні британські війська продовжили шлях до Конкорду, де розбилися на роти для пошуку припасів. Біля Північного мосту через тамтешню річку в Конкорді близько 11:00 приблизно 400 ополченців вступили в бій зі 100 британськими солдатами трьох рот Королівських військ, що призвело до втрат з обох сторін. Під тиском чисельно переважаючих сил мінітменів регулярні війська відступили від мосту та приєдналися до основної частини британських сил у Конкорді.
Коли британські війська відступали назад у Бостон, тисячі мінітменів нападали на них по дорозі, завдаючи великих втрат, перш ніж британські підкріплення якраз своєчасно прибули, щоб запобігли повному розгрому.
Британські війська почали зворотний марш до Бостона після завершення пошуку військових припасів, у той час, як все більше ополченців продовжували прибувати із сусідніх міст. Між двома сторонами знову спалахнула стрілянина, яка тривала протягом дня, коли британці поверталися до Бостона. Після повернення до Лексінгтона експедиція підполковника Сміта була врятована підкріпленням під командуванням бригадного генерала Г'ю Персі, майбутнього герцога Нортумберлендського, який у той час носив титул «Ерл Персі». Об'єднані експедиційні сили чисельністю близько 1700 осіб повернулися до Бостона під сильним вогнем мінітменів у ході відходу і врешті-решт досягли безпечного Чарлзтауна. Ополченці заблокували вузькі сухопутні під'їзди до Чарлзтауна та Бостона, розпочавши облогу Бостона.